# Bonkers (série de compilations)
Pour les articles homonymes, voir Bonkers.
Bonkers est une série de compilations musicales, principalement orientée happy hardcore, initialement commercialisée au Royaume-Uni. La première compilation est commercialisée en 1996 au label discographique React (désormais Resist) sous formats 2xCD, 2xTC et 4xLP (premières sorties). Les producteurs et DJs Sharkey et Hixxy signent au départ chez React, et le duo débute avec Bonkers, le premier album légendaire de cette série hardcore devenue la plus rentable de tous les temps. La série comporte dix-neuf albums, le dernier étant Bonkers: The Original Hardcore commercialisé le 11 mai 2009.

## Histoire
Les quinze premiers volumes de Bonkers ont été licenciés en 2005 pour une adaptation japonaise. La première édition japonaise de Bonkers a été commercialisée le 26 octobre 2005 et une publicité y a même été diffusée sur les chaînes nationales japonaises. La série a également été adaptée en Australie par le label Central Station. Les contributeurs majeurs de ces albums incluent : Hixxy, DJ Dougal, DJ Sharkey et Scott Brown. En juin 2008, le site d'actualité hardcore happyhardcore.com annonce le rachat des droits des Bonkers par le label britannique All Around the World (AATW) et qu'un dix-huitième volume est prévu pour 2009. Le genre musical UK hardcore, qui a gagné une popularité sans précédent, a aidé le label AATW à atteindre la première place des classements musicaux britanniques grâce à sa série des compilations Clubland Xtreme Hardcore.

## Liste

### Bonkers
Le premier volet des Bonkers est commercialisé au Royaume-Uni le 15 août 1995, dont le premier CD est mixé par Hixxy, et le second par Sharkey. L'import est paru le 1er juillet 1996 au label React.

#### CD 1, mixé parHixxy
1. Hixxy & MC Sharkey - Toytown
2. Dougal & Eruption - Party Time (Remix)
3. Hixxy & Ikon - The Wizard of Oz
4. Hixxy - Thumper
5. Hopscotch & Dougal - Steam Train
6. Hixxy & Bananaman - Together Forever
7. Dr. Who (Northern Lights) - Love of My Life
8. A Sense Of Summer - On Top (Hixxy Remix)
9. Highlander - Hold Me Now (Bass-D & King Remix)
10. Bass-D & King Matthew feat. DJ XD - Like a Dream
11. Seduction & Eruption - Bust the New Jam (Remix)
12. Seduction - Step To The Side
13. Vinylgroover & Quatro - Calypso Summer
14. Brisk - Airhead (SMD Remix)
15. Eruption - Let the Music (Original Mix)
16. Force & Styles - Funfair (Exclusive Remix)
17. Hixxy - A - Ha Ha Ha
18. Scott Brown vs. DJ Rab S - Now Is the Time (Hixxy & Trixxy Remix)

#### CD 2, mixé parSharkey
1. Marc Smith & Sharkey - Truth
2. Force & Styles - All Systems Go
3. Terrible Twins - Burn This Joint (Tekno Dred & Helix Mix)
4. Seb - Rainbow Islands (Sharkey Mix)
5. Billy Bunter, D-Zyne, Supreme - Outside World
6. Vampire - Teknostorm (Sharkey Remix)
7. Ham - Is There Anybody There
8. Druid & Bananaman - Tweedledum
9. Sy & Sharkey - Feel the Heat
10. Druid & Sharkey - Bonkers Anthem
11. A Sense Of Summer - Techno Round the World (Remix)
12. Druid & Sharkey - Pumpin'
13. Druid & Sharkey - Rocket to the Moon
14. Druid & Sharkey - Frantik
15. MC Sharkey - Revolution (Slipmatt Remix)
16. Brisk - On & On
17. Force & Styles - Wonderland

### Bonkers 2: Now We're Totally Bonkers
Le deuxième volet de la série, intitulée Bonkers 2: Now We're Totally Bonkers est commercialisé au Royaume-Uni le 28 avril 1997, encore une fois mixé par Hixxy et Sharkey. L'album est bien accueilli sur AllMusic avec une note de quatre étoiles sur cinq notant que « Bonkers vol.2 est de loin le meilleur album de la série. »

#### CD 1, mixé parHixxy
1. Evolve - The Living Dream - feat. Lisa - 4:51
2. Antisocial - My Way - 4:19
3. Demo - I've Got a Feeling - 1:37
4. A Sense of Summer - On Top (Hixxy '97 Mix) - 4:13
5. Antisocial - Now You've Got - 5:00
6. Antisocial - Forever Young - 4:49
7. Antisocial - Whistle - 4:17
8. Hixxy & Sunset - People's Party - 4:38
9. The DJ Unknown Project - Critical Heights (DJ Hixxy remix) - 4:28
10. Vinylgroover - Wham Bam - 1:25
11. Fade & Melody - Is This Love? - 2:43
12. Fade & Bananaman - A Dreams Surprise - 2:30
13. Dougal & Mickey Skedale - Don't Go Breaking My Heart - 2:52
14. Antisocial - Antisocial - 3:46
15. DJ Demo - Your Mind (Slipmatt Remix) - 4:07
16. Evolve - Sugar & Spice - 2:41
17. Blitz, Blaze & Revolution - Big Up the Bass - 2:09
18. Antisocial - 24-7 - 5:43
19. Antisocial - Scream - 3:56
20. Force & Styles - Paradise & Dreams - 4:39

#### CD 2, mixé parSharkey
1. Ramos, Supreme & UFO - Ravestation (X-clusive RSR remix) - 5:39
2. Ramos, Supreme & UFO - Tekniq - 3:32
3. Druid & Energy - Future Dimensions - 3:53
4. Bang the Future - Body Slam - 4:57
5. GSI - Twister - 5:49
6. Darryl - Whores in the House - 3:07
7. Quatro - Rock 'n' Roll - 3:52
8. Druid & Trixxy - E-Motion - 4:01
9. Rapido - Inside Beat - 4:32
10. Marc Smith - Boom 'n' Pow (Exclusive Marc Smith Remix) - 4:21
11. Fury - Droppin' Bombs (Exclusive remix) - 3:15
12. Sharkey & Trixxy - Genesis - 5:59
13. Helix - UR Everything - 5:03
14. Sharkey & Trixxy - Therapy - 5:52
15. Sharkey - Revolution pt.1 - 4:27
16. Trixxy - See The Stars - 2:54
17. Eclipse - Ultraworld 5 - 4:15

### Bonkers 3: A Journey into Madness
Le troisième volet, intitulé Bonkers 3: A Journey into Madness, est commercialisé au Royaume-Uni le 16 février 1998, toujours mixé par Hixxy, et DJ Sharkey, avec, pour la première fois, de Dougal au troisième CD.

#### CD 1, mixé parHixxy
1. Hixxy & Bananaman - Together Forever (Evolve Remix) - 5:06
2. Hixxy & Sharkey - Return to Toytown - 4:45
3. Daydream - Galaxy - 5:06
4. Q-Tex - Power of Love '97 (The Digital Boy Italian Rave Remix) - 2:44
5. Visa - Fly Away - 2:38
6. Daydream - "Make Your Own Kind of Music - 3:52
7. Bang! - Cloudy Daze - 4:03
8. Spitfire - Feel This Way - 4:23
9. 4 Tune Fairytales - Take Me to the Wonderland - 2:24
10. Fade & Melody - Liquid Night - 4:17
11. Antisocial - Fairytale - 4:29
12. Antisocial - See Me Through - 5:19
13. Antisocial - Legends - 4:57
14. Antisocial - Happy Days - 4:00
15. Hixxy - Starry Night - 4:35
16. Antisocial - Need Your Love - 5:02

#### CD 2, mixé parSharkey
1. Sharkey & UFO - The Beginning of the End - 1:53
2. UFO - Inner Sanctum - 4:48
3. Ramos & UFO - The Ravechief - 4:25
4. Supreme & UFO - Trip to the Other Side - 6:34
5. Brisk & Trixxy - Back to the Top - 4:20
6. Druid & UFO - Temporal Rift - 4:19
7. Sharkey & UFO - Terra Nova (Exclusive Bonkers Mix) - 5:31
8. Quattro & Dizzy D - Future Trance Project 2 - 4:47
9. Brisk & Trixxy - Rock the Beat - 4:15
10. Energy & Loopy - Overdose - 4:03
11. Slam - Influence (Slam & Helix Remix) - 3:34
12. Slam & Helix - Acid Break - 3:33
13. Trixxy - Here to Invade - 4:17
14. Eclipse - Devastator - 4:31
15. Marc Smith - Nothing More - 4:14
16. Go Mental - I Can Feel It (VIP Acid & Bass Mix) - 4:47
17. Sharkey - "Sound Assassin (Exclusive Instrumental Mix) - 3:41
18. Marc Smith - The Procrastinatorv - 5:47
19. Sharkey & UFO - The End of the Beginning - 0:29

#### CD 3, mixé parDougal
1. Dougal & Mickey Skeedale - Gotta Go (Remix) - 4:22
2. E-Logic & DNA - Going All the Way - 4:07
3. Innovate - It's Out There - 3:44
4. Dougal - Tranquility - 4:18
5. Triple J - Follow the Sun - 4:30
6. Euphony - Dancin' in the Rain - 3:32
7. Hopscotch & Dougal - Steamtrain (Remix) - 4:52
8. Dougal & Mickey Skeedale - Re-Create Creation - 4:52
9. Triple J - Have It All - 5:07
10. Ham, Demo & Justin Time - The Big Spill (Demo Remix) - 3:47
11. Breeze - Jump a Little Higher - 5:03
12. Dougal & DNA - Tears in Your Eyes - 4:40
13. Demo - Muzik (Ham Remix) - 4:18
14. Fade & Bananaman - Dream's Surprise (Seduction Remix) - 3:58
15. Innovate - Talkin' 'Bout Love - 3:35
16. Stompy - Follow Me - 5:20
17. Innovate - Stop Me - 4:22

### Bonkers 4: World Frenzy
Le quatrième volet, intitulé Bonkers 4: World Frenzy, est commercialisé au Royaume-Uni le 19 mai 1998.

#### CD 1, mixé parHixxy
1. Slashing Funkids - "Imagination" - 5:07
2. Los Bonitos - "The Lights" - 4:10
3. Sequel Base - "The Third Chapter" - 3:05
4. OMG - "Different Outlook" - 5:22
5. The Saints - "Fire" - 4:56
6. Sub-Ace & Aura - "A Guiding Light" - 2:12
7. OMG - "14th Dream" - 4:58
8. Bananaman & Blitz - "The Quickening" - 1:51
9. Q-Tex - "Equazion Pt 9" - 4:03
10. 2 Without Heads - "U & Me" - 2:23
11. Visa - "Don't Go Away" - 4:03
12. Devil Licious - "By My Side" - 5:30
13. OMG - "The One" - 4:24
14. Q-Tex - "Power of Love '98" - 3:40
15. Unique - "Distant Skies" - 3:20
16. Devilicious - "Better Days" - 4:20

#### CD 2, mixé parSharkey
1. Johnny Go Mental - "Acid Rain" - 6:48
2. Fury - "De-Sensitize (98 Remix)" - 4:25
3. Equinox - "The Hustler" - 5:21
4. Marc Smith - "Encounters" - 6:44
5. Brisk & Trixxy - "Back to the Top (Remix)" - 4:39
6. Energy - "Future Dimensions Pt 2" - 4:37
7. Helix & Tekno Dred - "Mindless Pleasure" - 4:28
8. Energy - "The King of Rock" - 4:48
9. Slam - "The Bell" - 4:37
10. Eclipse - "Light Cycle" - 3:54
11. Marc Smith & Sharkey - "Death by Stereo" - 5:34
12. Marc Smith - "Gotta Hold on" - 5:33
13. Marc Smith - "On Two Turntables" - 4:22
14. Sharkey - "It's a Hard Life" - 5:02
15. Sharkey - "Product of Society" - 3:50

#### CD 3, mixé parDougal
1. Innovate - "Innovate Anthem" - 4:35
2. Dougal & Mickey Skeedale - "Don't You Realise" (feat Jenna) - 3:36
3. Datcha & DNA - "Dub Star" - 3:28
4. Brisk & Trixxy - "Eye Opener" - 4:09
5. Dougal & Mickey Skeedale - "Life Is Like a Dance (Remix)" - 4:41
6. S-Scape - "Express Yourself" - 3:56
7. Bang! - "Shooting Star" - 4:07
8. Seduction - "Leaving the World Behind" - 4:30
9. Unique - "Feelin' Fine" - 5:14
10. Dougal & Skeedale - "Words of Wisdom" - 5:13
11. Bang! - "Sailaway" - 3:39
12. Breeze - "Let's Fly" - 4:24
13. Sub-Ace & Aura - "My Dreams" - 5:24
14. Dougal & Skeedale - "Zurich (Storm Remix)" - 4:29
15. Dyanoiss - "The Underground" - 3:44
16. The Projek - "Sweet Thing" - 2:51
17. Innovate - "The Universe" - 5:22

### Bonkers 5: Anarchy in the Universe

#### CD 1, mixé parHixxy
1. Hixxy & UFO - Eternity Has Passed - 4:43
2. Elevate - Virtual Dreams (Euro Mix) - 4:08
3. O.M.G. - Definition of Hardcore - 5:30
4. Quest - Reach for Love - 6:21
5. Hixxy & UFO - Back in Business - 4:00
6. Hixxy & Sunset Regime - New Day Dawning - 5:05
7. Vinylgroover & Ed C - Bright Eyes (Select Remix) - 4:21
8. Hixxy & Sunset Regime - Legends - 5:37
9. Elevate - Together Again - 4:10
10. Sy & Unknown - Listen to the Ace (Hixxy Remix) - 4:21
11. Hixxy & Sunset Regime - Desire - 4:10
12. Sy & Unknown feat. Storm - Scratchin' (Remix) - 4:54
13. Triple J - Follow the Sun (Hixxy & Sunset Regime Remix) - 6:00
14. Scott Brown - Hardcore Vibes - 4:10
15. Scott Brown - Rockin' Strong - 4:43
16. Scott Brown - Liberation - 4:14

#### CD 2, mixé parSharkey
1. Eclipse vs. Force Mass Motion - Point Zero - 5:28
2. DJ Fury - Lemonade Raygun (Remix) - 3:40
3. DJ Energy - Warped Reality - 4:02
4. Sharkey & Eclipse - Mind Launch - 3:12
5. Surgery - Cybersurfin' - 5:17
6. Marc Smith - Rok the House - 3:52
7. Helix - Cluster - 3:50
8. Sharkey - The Awakening - 6:41
9. Sharkey - Distant Dreams - 4:31
10. Tekno Dred & Ad Man - A Voice Spoke to Me (Helix Remix) - 4:09
11. Marc Smith & Sharkey - It's All Just Hardcore - 4:52
12. DJ Energy & Loopy - Overdose (Sharkey '98 Remix) - 3:29
13. Terminal Force - Don't Move - 4:52
14. Helix - Now Control - 5:36
15. Dark Myth - Fucking Trippy - 3:08
16. Sharkey & Eclipse - The Warning - 3:35

#### CD 3, mixé parDougal
1. Triple J - Wonderful World - 4:48
2. Innovate - Just Believe - 4:34
3. Dougal & Mickey Skeedale - Back to the Future - 5:16
4. Force & Styles - Fireworks (Storm Remix) - 4:21
5. Innovate - Invincible - 6:03
6. Dougal - Sky High (Storm Remix) - 4:09
7. Dougal & Mickey Skeedale - Emerald (Remix) - 4:54
8. TKM - Time Out - 4:48
9. Dougal & Mickey Skeedale - Peace of Mind - 5:05
10. Quest - Images of You - 3:56
11. Faber - A Better Day - 3:56
12. Breeze & DNA - High in the Sun - 4:55
13. Dougal & Eruption - Party Time (Exclusive Remix) - 4:52
14. Bang! - Break of Dawn - 3:37
15. Bang! - Shooting Star (Unique Remix) - 3:45
16. Unique - Higher Ground - 6:12

## Accueil
La série a été accueillie d'une manière mitigée. Sur AllMusic, les notes varient de quatre à deux étoiles en moyenne,,,. Le troisième volume de la série Bonkers 3: A Journey into Madness a été certifié album d'argent.